# Carlos Chirinos
Carlos Chirinos
(Chiclayo, Perú; 26 de abril de 1949) es un exfutbolista peruano. Desempeñó como delantero centro en diversos clubes.

## Trayectoria
Se inició en la liga distrital de chiclayo, pasó al Club Alianza Guadalupe, para luego pasar a los diablos rojos del Alfonso Ugarte de Chiclín de la ciudad de Trujillo. Después jugó por diversos clubes año por año, como el Club Atlético Defensor Lima, el Club Defensor Arica, el Club Sport Unión Huaral con el cual logró el subcampeonato nacional. Luego estuvo un año en Ecuador en el desaparecido Club Deportivo Carmen Mora de Encalada.. Después retorno al Perú para continuar su carrera hasta su retiro.

## Clubes
| Club                                   | País    | Temporada |
| -------------------------------------- | ------- | --------- |
| Alianza Guadalupe                      | Perú    | 1967-1968 |
| Alfonso Ugarte de Chiclín              | Perú    | 1968-1970 |
| Club Atlético Defensor Lima            | Perú    | 1971      |
| Club Defensor Arica                    | Perú    | 1972      |
| Club Atlético Defensor Lima            | Perú    | 1973      |
| Club Sport Unión Huaral                | Perú    | 1974      |
| Club Universitario de Deportes         | Perú    | 1975      |
| CNI                                    | Perú    | 1976      |
| Sport Boys Association                 | Perú    | 1977      |
| Club Deportivo Carmen Mora de Encalada | Ecuador | 1977      |
| Club Deportivo Coronel Bolognesi       | Perú    | 1978-1979 |
| Asociación Deportiva Tarma             | Perú    | 1980-1981 |
| CNI                                    | Perú    | 1982      |
| Club Atlético Chalaco                  | Perú    | 1983-1984 |